# Marie Laguerre
Marie Laguerre, née le 22 février 1996 à Saint-Cyr-l'École (France), est une militante féministe française qui lutte contre le harcèlement de rue.

## Jeunesse et études
Marie Laguerre naît le 22 février 1996 à Saint-Cyr-l'École d'une mère franco-libanaise et d'un père d'origine basque.
En 2013, elle intègre une école d'ingénieurs à Rennes, dont elle sort diplômée en 2018. En septembre 2018, elle entre en école d'architecture à Paris, en troisième année de licence.

## Agression

### Faits
Alors que Marie Laguerre rentre chez elle dans le 19e arrondissement de Paris le 24 juillet 2018, un homme lui adresse bruits humiliants et remarques obscènes. Elle lui répond « ta gueule », et les deux poursuivent leur chemin, mais l'homme attrape un cendrier d'une table d'un café et le lui lance, sans l'atteindre. Il revient alors sur ses pas et échange quelques mots avec elle avant de lui porter un coup au visage,.
Soutenue par des témoins de la scène, elle poste sur son compte Facebook la vidéosurveillance remise par le patron du bistrot voisin.
À la suite de l'agression, l'unité médico-judiciaire lui prescrit un jour d'incapacité totale de travail.

### Exposition médiatique
L'information de l'agression ainsi que la vidéo sont partagés par différents sites internets français, comme Le Parisien, Francetvinfo, mais également internationaux comme 24 horas, The Guardian, ou encore la BBC. En 2020, RTL indique que la vidéo a été vue plus de 10 millions de fois. Elle est invitée à des émissions de télévision, par exemple celle de Cyril Hanouna.

### Poursuites judiciaires
Elle porte plainte, et son agresseur, un homme de 25 ans déjà condamné à neuf reprises dans le passé pour outrage, vols, ou violences, est interpellé le 27 août 2018 et reconnaît les faits. Il est condamné le 4 octobre 2018 à un an de prison, dont six mois avec sursis, 2 000 euros de dommages et intérêts, et l'obligation d'assister à un stage de sensibilisation aux violences sexistes,,. Marie se félicite alors de ce que ce procès symbolique ait permis de débattre du sujet de fond qu'est le harcèlement. Néanmoins, la loi Schiappa sur le harcèlement de rue n’a été votée que le 3 août, soit dix jours après l’agression, et l'agresseur n'est condamné que pour violence et non pour harcèlement.

### Conséquences
Dès le 1er août 2018, elle lance un site, Nous Toutes Harcèlement, afin de recueillir des témoignages de harcèlement dans la rue, au travail, dans la sphère privée.
À la suite de son exposition médiatique, elle subit rapidement un cyberharcèlement. Elle annonce sa volonté de porter plainte dès août 2018. Elle dépose plainte contre X le 5 décembre devant le Parquet de Paris. Elle tient à disposition des enquêteurs son ordinateur pour permettre d'identifier les harceleurs.
Marquée par l'agression, elle interrompt ses études pendant une année avant de les reprendre en septembre 2019.
Par la suite, elle continue de se consacrer à la lutte féministe et tente de se reconstruire. Elle co-publie un manuel intitulé Rebellez-vous ! qui sort en février 2020.

## Distinction
- 2018 : lauréate des 100 Women de l'année.